# 청주 고씨
청주 고씨(淸州 髙氏)는 충청북도 청주시를 본관으로 하는 한국의 성씨이다.

## 역사
제주 고씨(高氏)의 시조 고을나(高乙那)는 탐라국을 개국하였다.
고을나(高乙那)의 45세손 탐라국왕(耽羅國王) 고자견(高自堅)의 아들 고말로(高末老)가 938년 고려에 내조(來朝)하여 태조에게 성주(星主)·왕자(王子)의 작(爵)을 받았다.
고말로는 세 아들로 고유(高維)·고강(高綱)·고소(高紹)를 두었다. 고강은 문종 때 병부상서·문하시중·좌복사에 이르렀고, 그의 아들 고대기(高大基)도 판병부상서·문하시중에 이르렀으며 서원군(西原君)에 봉해졌다. 
고강의 손자인 고공익(高恭益)이 문과에 급제하여 문하시중에 이르고 상당군(上黨君)에 봉해졌다.

## 인구
2015년 대한민국 통계청에서 청주 고씨는 6,300명으로 조사되었다.